# Hybophorellus injucundus
Hybophorellus injucundus là một loài tò vò trong họ Ichneumonidae.